# Obserwacja (nauki społeczne)
Obserwacja – jedna z podstawowych metod badawczych w naukach społecznych, stosowana przede wszystkim w geografii (szczególnie w geografii człowieka), socjologii, etnologii, antropologii i psychologii. Istnieje wiele metod obserwacyjnych różniących się przede wszystkim stopniem ingerencji obserwatora w obserwowane sytuacje, sposobami rejestracji i analizy oraz czasem trwania.

## Rodzaje obserwacji

### Obserwacja jawna i niejawna
W obserwacji jawnej osoby badane wiedzą o tym, że są przedmiotem zainteresowania obserwatora, przy czym nie muszą być poinformowane o przedmiocie i celu badania. Z tego powodu mogą zmieniać swoje postępowanie.
W obserwacji niejawnej (ukrytej) osoby badane nie wiedzą o tym, że są obiektem obserwacji, dzięki czemu ich zachowania traktowane są jako bardziej "naturalne". Pewnym utrudnieniem przy stosowaniu tej techniki jest konieczność rejestracji wyników w sposób niedostrzeżony lub niewzbudzający podejrzeń. Technika ta może być jednak wątpliwa z etycznego punktu widzenia, ponieważ nie pozwala badanym osobom wyrazić sprzeciwu wobec badania. Takimi wątpliwymi etycznie badaniami opartymi na obserwacji ukrytej były badania Lauda Humhreysa.

### Obserwacja uczestnicząca i nieuczestnicząca
Obserwacja uczestnicząca polega na wejściu badacza w określone środowisko społeczne i obserwowaniu danej zbiorowości od wewnątrz tj. jako jeden z jej członków, uczestniczący wraz z nią w codziennym życiu. Zaletą takiej metody jest przyjęcie punktu widzenia badanej społeczności i "zasmakowanie" w życiu i kulturze jej członków. Badacz może od razu robić notatki lub w inny sposób zapisywać swoje obserwacje (fotografia, film, nagrania audio). Wadą jest natomiast fakt, że osoba prowadząca badania musi przyjąć punkt widzenia badanego obiektu wyrzekając się jednocześnie własnego poglądu, stereotypów czy przeświadczeń na temat badanych, co nie jest łatwe.
Obserwacja nieuczestnicząca polegająca na obserwowaniu danej zbiorowości "z zewnątrz", czyli bez ingerencji w zachodzące w niej interakcje i zachowania.

### Obserwacja kontrolowana i niekontrolowana
W obserwacji kontrolowanej w jasny sposób określone jest co, i w jaki sposób jest rejestrowane. Rejestracja wyników obserwacji oparta jest najczęściej na kwestionariuszach obserwacji. Jest to technika zestandaryzowana, której wyniki można analizować metodami statystycznymi.
Obserwacja niekontrolowana jest natomiast techniką elastyczną, w której cel i zakres obserwacji, a także sposób rejestracji pomiaru nie są jasno zdefiniowane i zależą od uznania badacza.

### Specjalne rodzaje obserwacji
Shadowing (od ang. shadow – cień) – odmiana obserwacji, polegająca na stałym podążaniu za jednym wybranym aktorem społecznym. Może polegać np. na towarzyszeniu w pracy przedstawicielowi danego zawodu, czy obserwacji zachowań związanych z kupowaniem. Metoda ta jest szczególnie przydatna by wskazać na zachowania i zjawiska, których istnienia lub skali sam badany sobie nie uświadamia.